# Telezker See
Der Telezker See oder Telezkoje-See (veraltet auch Telezkischer oder Teletzkischer See; russisch Телецкое озеро, Telezkoje osero; altai. Altyn-Köl, wörtlich: „Goldener See“) ist der größte See des Altaigebirges und der Republik Altai in Russland. Er gehört zu den 25 tiefsten Seen der Erde.

## Geografische Lage und Beschreibung
Der Telezker See liegt 434 m ü. NN, ist 77,8 Kilometer lang, bis 5,2 Kilometer breit und hat eine Fläche von 231 Quadratkilometern. Bei Einbeziehung der Kamginsker Bucht beträgt die Länge 78,6 km. Die durchschnittliche Breite liegt bei 2,9 km. Die maximale Breite erreicht der See im Nordteil, unmittelbar westlich des „Seeknies“ zwischen dem Dorf Jailju und der Bucht Idyp; die geringste Breite von 600 Metern weist er im Nordwesten beim Kap Karatasch auf.

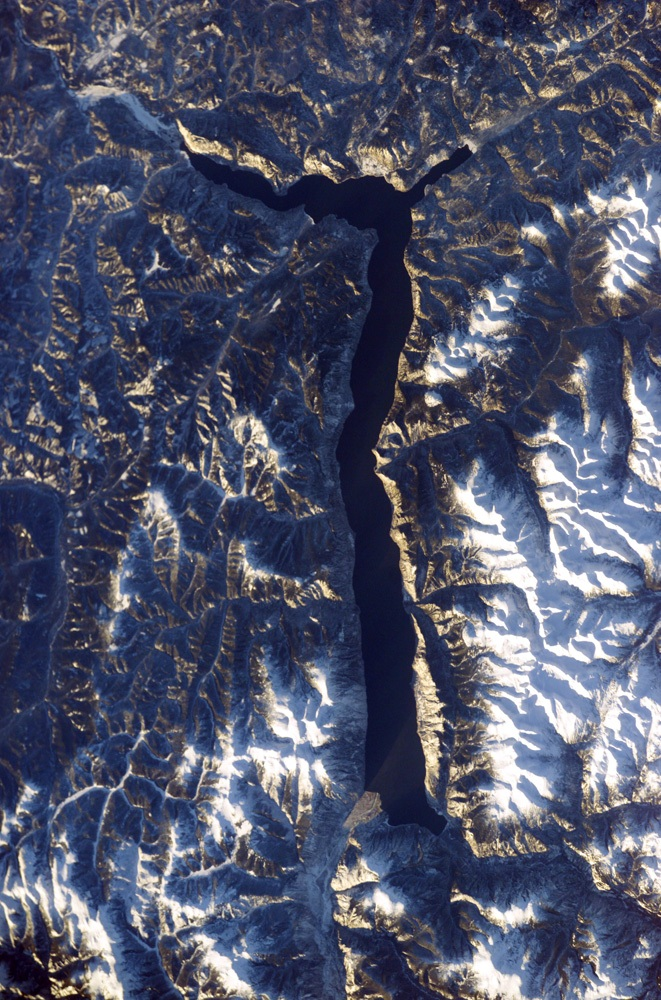
Satellitenbild

Der See ist im Durchschnitt 174 Meter tief. Mit einer allgemein angenommenen maximalen Tiefe von 325 Metern ist er nach dem Baikalsee und dem Chantaisee der dritttiefste See Sibiriens und der vierttiefste Russlands. Hinsichtlich der tiefsten Seen der Welt nimmt er den 26. Platz ein. Nach neueren Angaben soll er sogar mehr als 340 Meter tief sein. Seine 41,1 Kubikkilometer Wasser sind so kristallklar, dass die Sichttiefe teilweise 12 bis 15 Meter beträgt.
Der See gilt als die „Perle des Altai“ und ähnelt in vielerlei Hinsicht dem größeren Baikalsee. Wie dieser hat auch der Telezker See die entstehungsbedingte langgestreckte Form eines kontinentalen Grabenbruchs; er hat mehrere Zuflüsse – darunter die Flüsse Tschulyschman, Kyga, Bolschije Tschili, Kokschi, Kamga und Koldor, aber nur einen Abfluss: die 306 km lange Bija, die nach ihrem Zusammenfluss mit dem Katun den 3500 km langen Ob bildet. Insgesamt münden etwa 70 Flüsse und 150 zeitweise Wasserläufe in den See, wobei aber mehr als die Hälfte des zufließenden Wassers aus dem Tschulyschman kommt.
Der See hat die Form eines Knies. Der südliche Hauptabschnitt hat eine Länge von 49,9 km und der nördliche Abzweig von 27,9 km.
Der See schließt zwei Buchten ein: im Nordosten die Kamga-Bucht mit einer Länge von 6 km und im Süden die Kyga-Bucht mit 2 km, beide benannt nach den dort in den See mündenden Flüssen. Im Mündungsdelta des Tschulyschman im Süden des Sees liegt die Insel Kamain.
Dutzende Wasserfälle stellen eine Besonderheit des felsigen Ufers dar. Zu den bekanntesten gehören der Korbu-Wasserfall (12,5 Meter), der Kischte-Wasserfall (8 Meter) und der Große Schaltap (bis zu 20 Meter).
Der See ist umgeben von Bergketten, die bis gut 2500 Meter aufragen (Baskon, 2502 m, östlich des Sees).

## Flora und Fauna

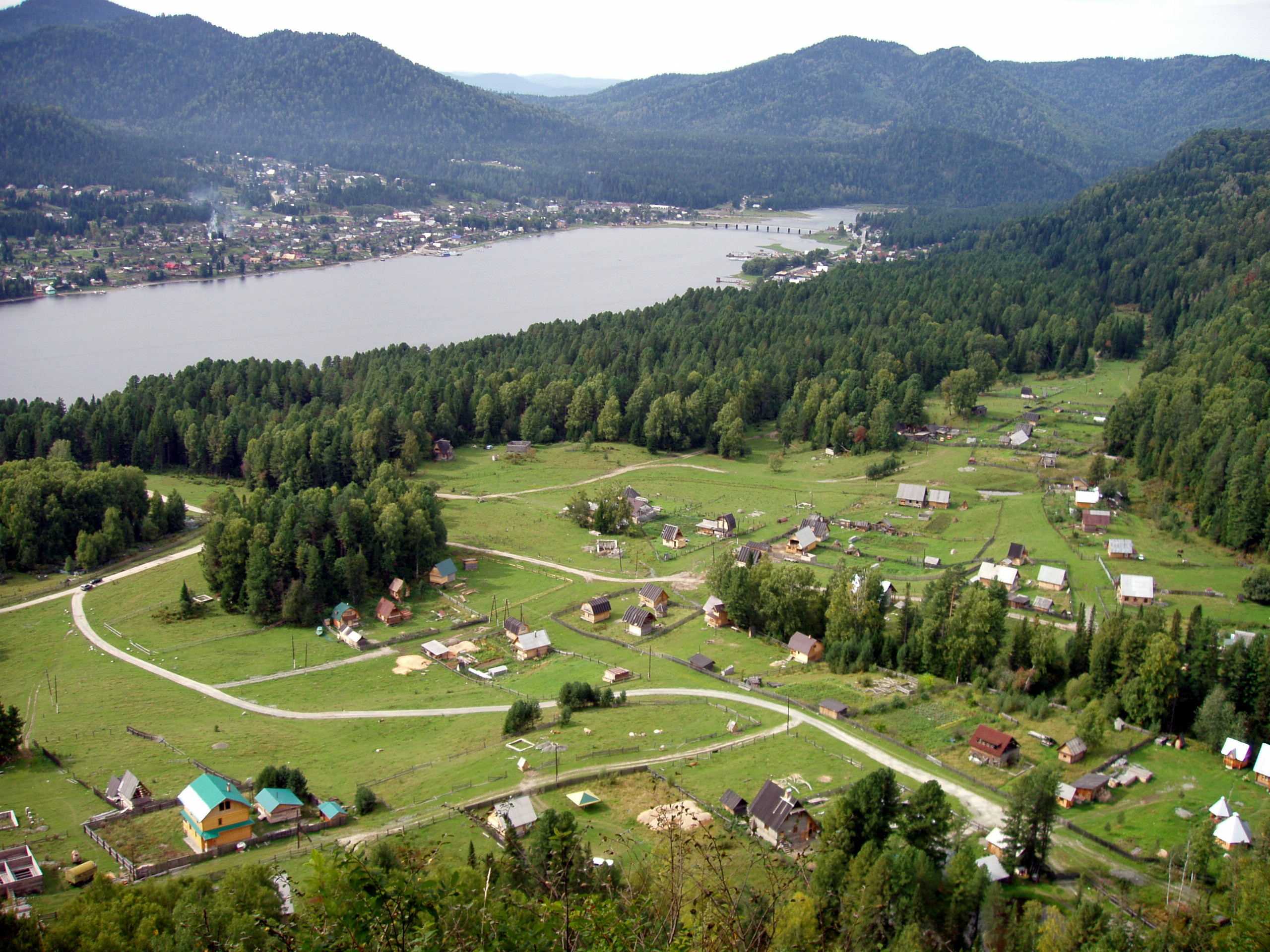
Blick auf den Ausfluss der Bija mit den Dörfern Artybasch (rechts) und Iogatsch (oben-links)

Das Einzugsgebiet des Telezker Sees erstreckt sich über eine Fläche von 20.400 km². Mehr als 1200 Pflanzenarten kennzeichnen die reichhaltige Flora des Gebietes. Die Vielfalt der natürlichen Landschaften und der Reichtum der Pflanzenwelt bestimmen auch eine reiche Fauna. Dazu gehören Dutzende Säugetierarten (Bär, Luchs, Wolf, Vielfraß, Zobel, Eichhörnchen, Asiatischer Dachs, Hase, Wildschwein, Steinbock, Bisamratte u. a.), mehr als 300 Vogelarten und etwa 10 Arten von Reptilien und Amphibien. Im See leben 15 unterschiedliche Fischarten. Dazu gehören u. a. der Taimen, die Telezker Maräne, der Telezker Weißfisch, die Telezker Äsche, Hecht, Barsch, Quappe und der Lachsfisch Lenok (Brachymystax lenok). Der Taimen ist der größte und nützlichste Fisch im Telezker See. Er wird bis zu 1,50 Meter lang und erreicht ein Gewicht von 50–60 Kilogramm.

## Besiedlung und Tourismus
Der Telezker See liegt vorrangig im Landkreis Turotschak; lediglich der südliche Teil gehört zum Landkreis Ulagan. Zu den wichtigsten Siedlungen gehören am Nordwestende die Dörfer Artybasch und Iogatsch, wo die Bija den See verlässt. Sie sind über die befestigte Straße P 375 auch per Bus von Gorno-Altaisk, der Hauptstadt der Republik Altai, erreichbar. Die Entfernung beträgt 154 km. Ebenso im Norden des Sees liegt Jailju, das Zentrum des Altai-Naturschutzgebietes. Zum Landkreis Ulagan gehört die Siedlung Bele am östlichen Ufer im südlichen Seenabschnitt. Einige Siedlungen können nur über den Wasserweg (Balyktscha nahe der Mündung des Tschulyschman) oder auch mit Geländefahrzeugen (Jailju am Nordufer) erreicht werden. Schiffe laden zu See-Exkursionen zu Wasserfällen und Grotten bzw. ins südliche Flussdelta ein. Beliebt ist auch der Angelsport.
Seit Jahrzehnten gehört der Telezker See zu den beliebtesten und am häufigsten besuchten touristischen Zielen in der Republik Altai. Mehr als 30 Campingplätze und Touristenlager gibt es; die meisten liegen im nördlichen Teil bei Artybasch, Iogatsch und Jailju, einzelne aber auch im Mündungsdelta des Tschulyschman.

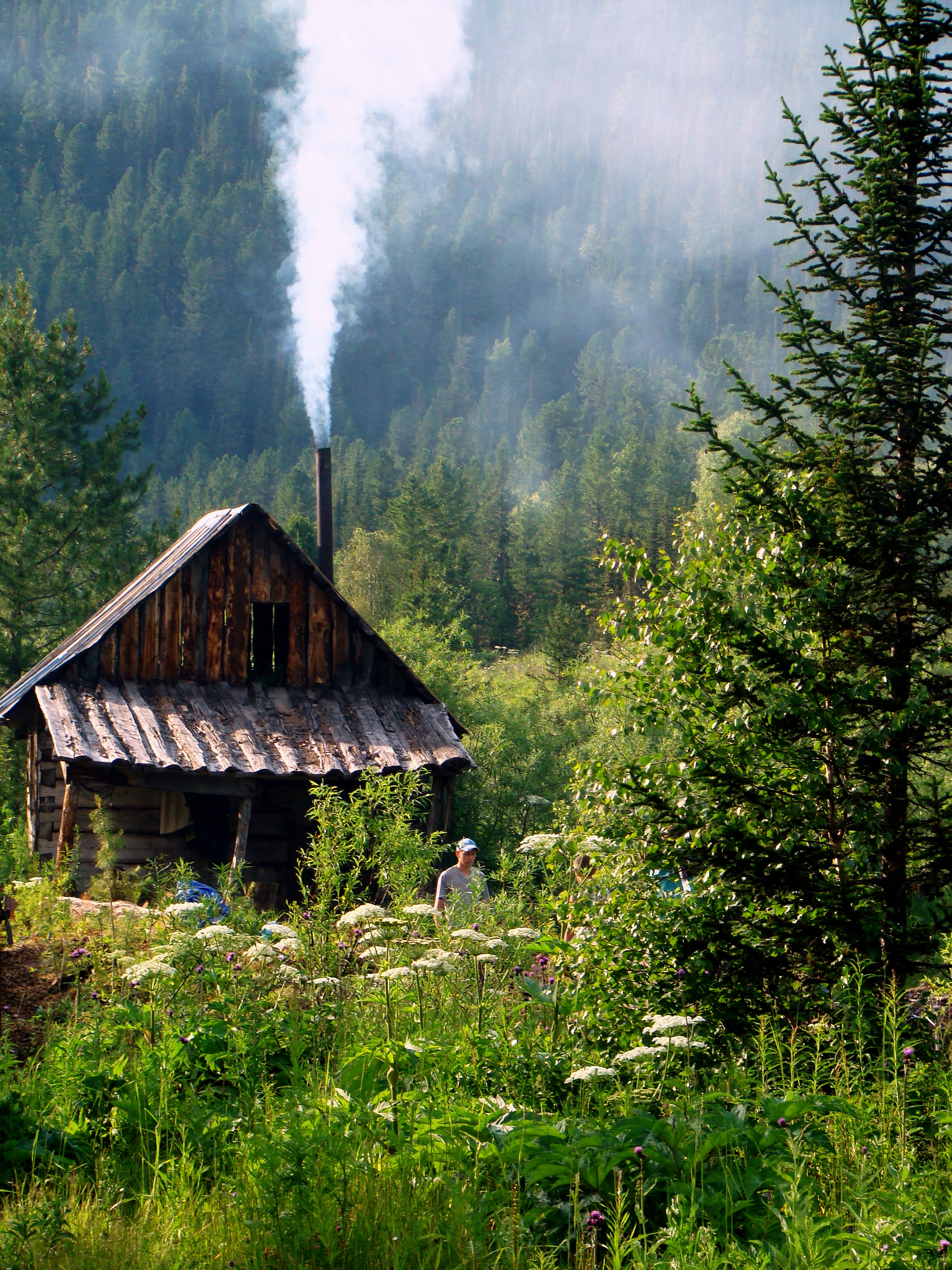
Banja (Sauna) am Ufer
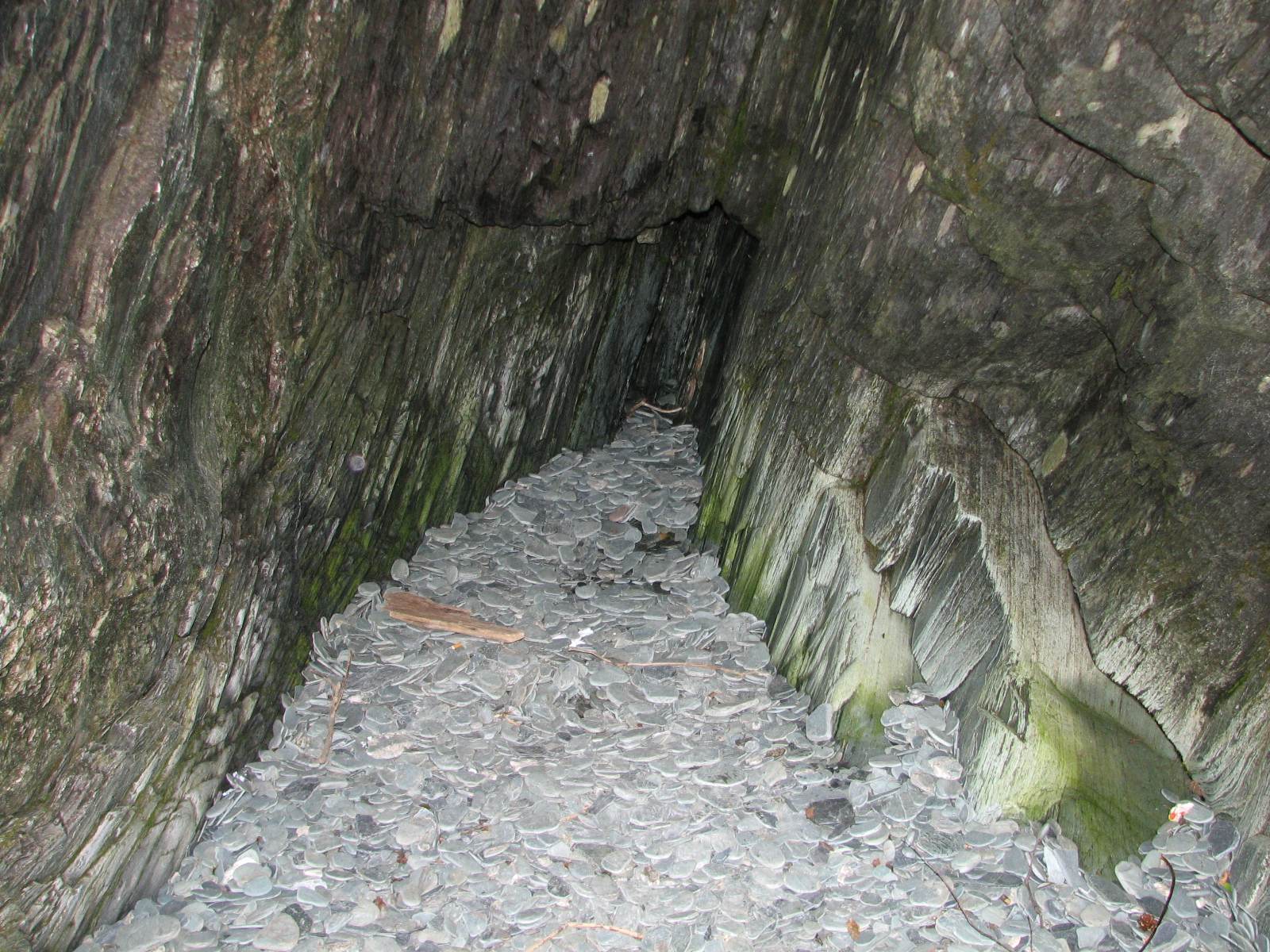
Grotte am Telezker See
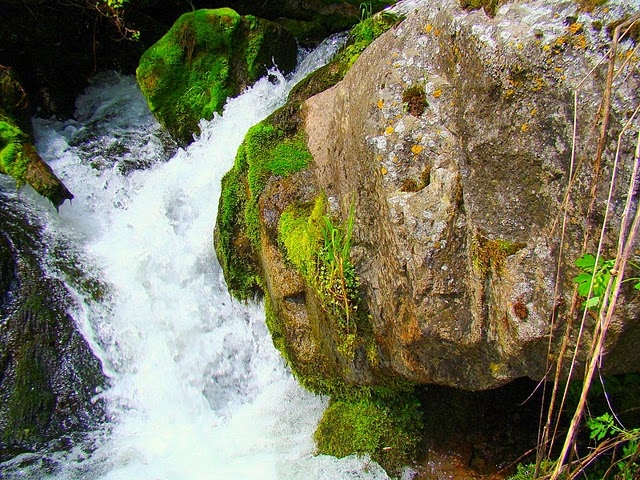
Wasserfall am See
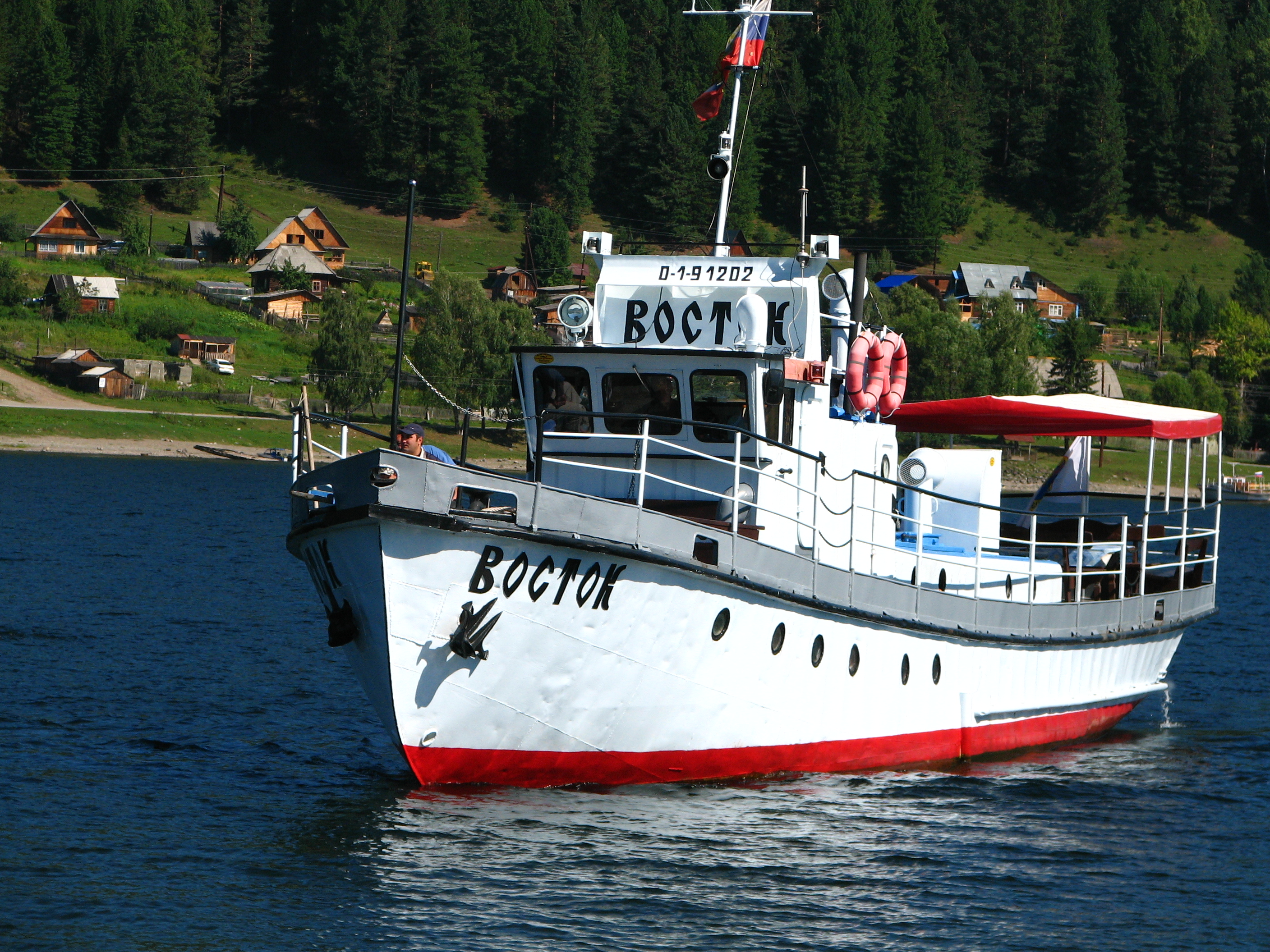
Schiffsexkursion

## Erforschung des Sees
Der russische Geologe und Forschungsreisende Gregor von Helmersen reiste im Frühjahr 1834 über Omsk und Barnaul nach dem Altai. Dieser Reise verdankt man die erste wissenschaftliche Beschreibung nebst Aufnahme des Telezker Sees. Er befuhr den See der Länge nach, unternahm Höhen- und Temperaturmessungen, entwarf ein genaues Bild der Bergwaldufer und gab die ersten genaueren Beschreibungen der Anwohner. Auch der Ethnograph und Turkologe Wilhelm Radloff, damals Gymnasiallehrer bei der kaiserlichen Bergschule zu Barnaul in West-Sibirien, hat den See bereist.
Heute betreibt das Institut für Taxonomie und Ökologie der Tiere der Sibirischen Abteilung der Russischen Akademie der Wissenschaften am nordwestlichen Ufer des Telezker Sees, etwa 6 Kilometer vom Ursprung der Bija entfernt, einen Feldstützpunkt. Untersucht werden hier beispielsweise Insektenfresser und Nagetiere des Gebietes, Biozönosen von Helminthofauna und Wirbeltieren in der umliegenden Taiga sowie von Fischen und Plankton im See. Auch die Staatliche Universität Tomsk führt dort seit mehr als 50 Jahren Forschungen durch. Seit vielen Jahren arbeiten dort auch Ökologen des Institutes für Wasser- und Umweltprobleme sowie Geologen und Archäologen der Sibirischen Abteilung der Russischen Akademie. Geomorphologen und Geologen untersuchen die geologische Struktur, Paläogeographie, Alter und Entstehung des Telezker Sees. In der Nähe befindet sich ein Sport- und Erholungszentrum der Staatlichen Gorno-Altaisker Universität.

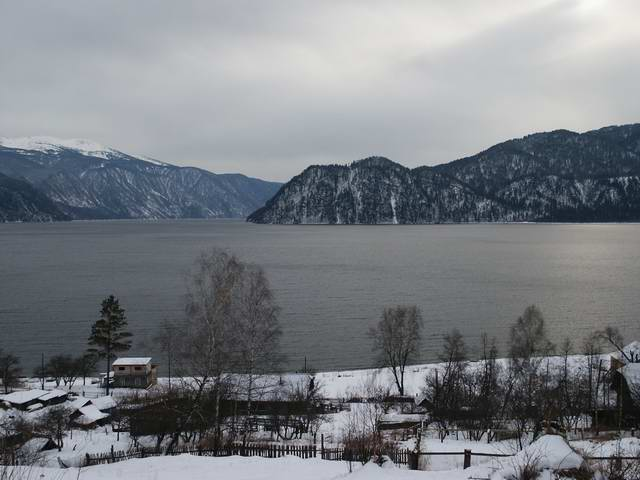
Blick vom Dorf Jailju aus Richtung Süden

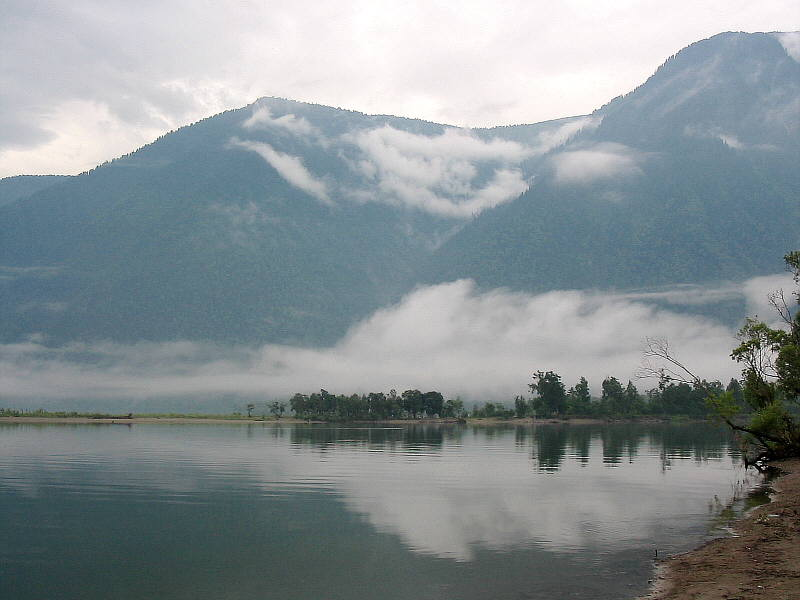
Das Südufer des Sees